# Правые Речи Посполитой
Правые Речи Посполитой (пол. Prawica Rzeczypospolitej) — польская ультраправая консервативная политическая партия.
Партия позиционирует себя как христианско-консервативную и выступает в основном за защиту прав семьи и против легализации абортов в Польше.

## История

### 2007
Партия была основана в апреле 2007 бывшим Маршалом Сейма Польши Мареком Юреком, покинувшим «Право и Справедливость». Созданию партии способствовало также отклонение «Проекта поправок к Конституции Республики Польша о защите человеческой жизни», инициатором которого был Юрек и ряд других депутатов от «Права и Справедливости».
О создании партии было объявлено 19 апреля 2007 года, днём позже стало известно её название.
Заявление о регистрации партии было подано в Окружной суд Варшавы 20 апреля, а уже 27 партия была зарегистрирована. Председателем партии и главой партийного политсовета стал Марек Юрек.
Также 27 апреля в Сейме 5 созыва была создана фракция партии, в которую вошли Марек Юрек, Малгожата Бартизель, Дариуш Клечек, Мариан Футбол, Люцина Вишневска и Артур Завиша.
22 августа партия обрела двоих представителей в Сенате.
10 сентября партия заключила союз с Лигой польских семей и Унией реальной политики, создав Лигу правых Речи Посполитой. После поражения на Выборах в Сейм и Сенат Польши 2007 года соглашение было расторгнуто.

### 2008
В 2008 Марек Юрек баллотировался на дополнительных выборах в Сенат от округа Кросно в связи со смертью сенатора Анджея Мазуркевича. Он получил 10 751 голос (12,6 %), заняв 3-е место из 12 кандидатов и не прошёл в Сенат.

### 2009
На съезде партии 7 марта 2009 Марек Юрек объявил о своём намерении создать новую широкую коалицию правых партий, не являющихся ключевыми в польской политике, во главе с «Правыми Речи Посполитой». Тогда партию поддержал Веслав Хжановский.
7 апреля партия организовала пикет перед Сеймом в защиту Института национальной памяти и его президента Януша Куртыку, а также свободы научных исследований.
Весной группа также открыто защищала Папу Бенедикта XVI после нападок на него в польских и зарубежных СМИ в связи с заявлениями, сделанными во время паломничества в Африку, в том числе о вреде использования презервативов.
На выборах в Европарламент, состоявшихся 7 июня, партия опубликовала собственные списки. На выборах партия получила 143 966 голосов (1,95 %) и заняла 6-е место.

### 2010
30 января 2010 политсовет партии принял решение о подготовке создания общегосударственного избирательного комитета для выборов в органы местного самоуправления в этом же году. Общегосударственный избирательный комитет помимо «Правых Речи Посполитой» состоял из Партии труда, Польского согласия и Унии реальной политики.
Кандидатом от «Правых Речи Посполитой» на президентских выборах 2010 года был лидер партии Марек Юрек. В первом туре набрал 177 315 голосов (1,06 %), заняв 8-е место из 10 кандидатов. Перед вторым туром он поддержал кандидата от Права и Справедливости Ярослава Качиньского.
На выборах в органы местного самоуправления «Правые Речи Посполитой» самостоятельно представили свои списки в 7 воеводствах. Кандидаты от них получили 0,62 % голосов по всей стране. Наибольшую поддержку партия получила в Малопольском (1,63 %) и Западнопоморском (1,47 %) воеводствах. Партия получила 9 мест в Радах гмин, 2 места в городских советах и 1 место в Радах повятов. В Варшаве партия сформировала предвыборную коалицию с Унией реальной политики, совместным кандидатом которой на пост президента города был Петр Стшембош.
В Подляском воеводстве по избирательному соглашению «Правых Речи Посполитой» с Польской народной партией Богуслав Дембский безуспешно баллотировался в Сеймик Подляского воеводства на пост президента Белостока (получил 2,7 % голосов, в результате чего занял 4-е место из 5 и не прошёл).

### 2011
В 2011 партия решила самостоятельно участвовать в предстоящих парламентских выборах, однако позже объявила, что участвует вместе с Унией реальной политики. Списки партии были зарегистрированы в 20 избирательных округах из 41. «Правые Речи Посполитой» заняли на выборах 9-е место, набрав 35 169 (0,24 %) голосов. Партия выдвинула 13 кандидатов в Сенат, ни один из которых не получил мандата.
В конце года партия начала переговоры с партией «Солидарная Польша» об объединении и создании единой партии.

### 2012
В марте 2012 года «Правые Речи Посполитой» приняла решение остаться независимой партией. 24 марта правые подписали соглашение с ПиС, по которому члены «Правых Речи Посполитой» будут избираться по спискам Пис.

### 2014
22 февраля состоялся 2-й съезд партии.
На выборах в Европарламент кандидаты от «Правых Речи Посполитой» баллотировались по спискам партии «Право и справедливость».
На выборах в органы местного самоуправления 2014 года кандидаты от «Правых Речи Посполитой» заняли 4 место в списках ПиС. Член партии Богдан Романюк стал Председателем Сеймика Подкарпатского воеводства, другой член партии, Петр Осецкий, был переизбран бурмистром Сохачева.

### 2015
Несмотря на тесное сотрудничество с ПиС, «Правые Речи Посполитой» официально не поддержали ни одного из кандидатов в первом туре президентских выборов 2015 года, хотя Марек Юрек неоднократно положительно отзывался о кандидатуре Анджея Дуды. Перед вторым туром партия официально поддержала этого кандидата.
29 мая партия присоединилась к Европейскому христианскому политическому движению.

### 2016
В 2016 «Правые Речи Посполитой» вышли из правительственной коалиции.

### 2017
В 2017 партия вышла из фракции партии «Право и Справедливость» в Сеймике Мазовецкого воеводства, сформировав собственную фракцию.

### 2018
В мае 2018 года «Правые Речи Посполитой» объявили, что члены их партии на выборах в органы местного самоуправления в том же году будут баллотироваться по спискам партии «Кукиз'15».
16 июня Марек Юрек ушёл с поста председателя партии, а его преемником был избран Кшиштоф Кавенцкий.
Кандидаты от Кукиз’15 не получили мест в воеводских сеймиках. Богуслав Дембский был переизбран депутатом Сеймика Подляского воеводства по списку ПиС. Петр Осецкий от местного избирательного комитета был вновь переизбран главой Сохачева . Кандидаты от «Правых Речи Посполитой» получили 9 мест в советах гмин (в том числе 7 из 15 в гмине Козлово, где партия конкурировала только с одним местным избирательным комитетом). Другие кандидаты на местном уровне баллотировались по спискам Кукиз’15, ПиС или местных избирательных комитетов.

### 2019
В марте член «Правых Речи Посполитой» Богуслав Дембски стал председателем Сеймика Подляского воеводства, а в июне вышел из фракции партии ПиС, став независимым депутатом (это лишило фракцию ПиС большинства в Сеймике).
В марте было объявлено, что кандидаты от «Правых Речи Посполитой» (а также Союза христианских семей) будут баллотироваться на выборах в Европарламент по спискам движения «Истинная Европа». Однако в апреле главные лица партии (включая её основателя, депутата Европарламента Марека Юрека, депутата Яну Клавитер, вице-президента партии Мариана Пилку, пресс-секретаря Лидию Санковскую-Грабчук) решила стартовать по спискам партии Кукиз'15.
8 июня Кшиштоф Кавенцкий покинул партию, а через две недели председателем был избран Богуслав Керницкий.

### 2020
На выборых президента Польши в 2020 году «Правые Речи Посполитой» поддержали Анджея Дуду.

## Идеология и программа
Программа партии включает:
- Конституционный запрет на аборт
- Запрет проституции и порнографии
- Восстановление смертной казни за убийство и изнасилование.
- Налоговые льготы для семей
- Приватизация некоторых государственных компаний (за исключением стратегических, энергетических и горнодобывающих отраслей)
- Противодействие присоединению к еврозоне.
- Введение детского избирательного права